# Население Тринидада и Тобаго

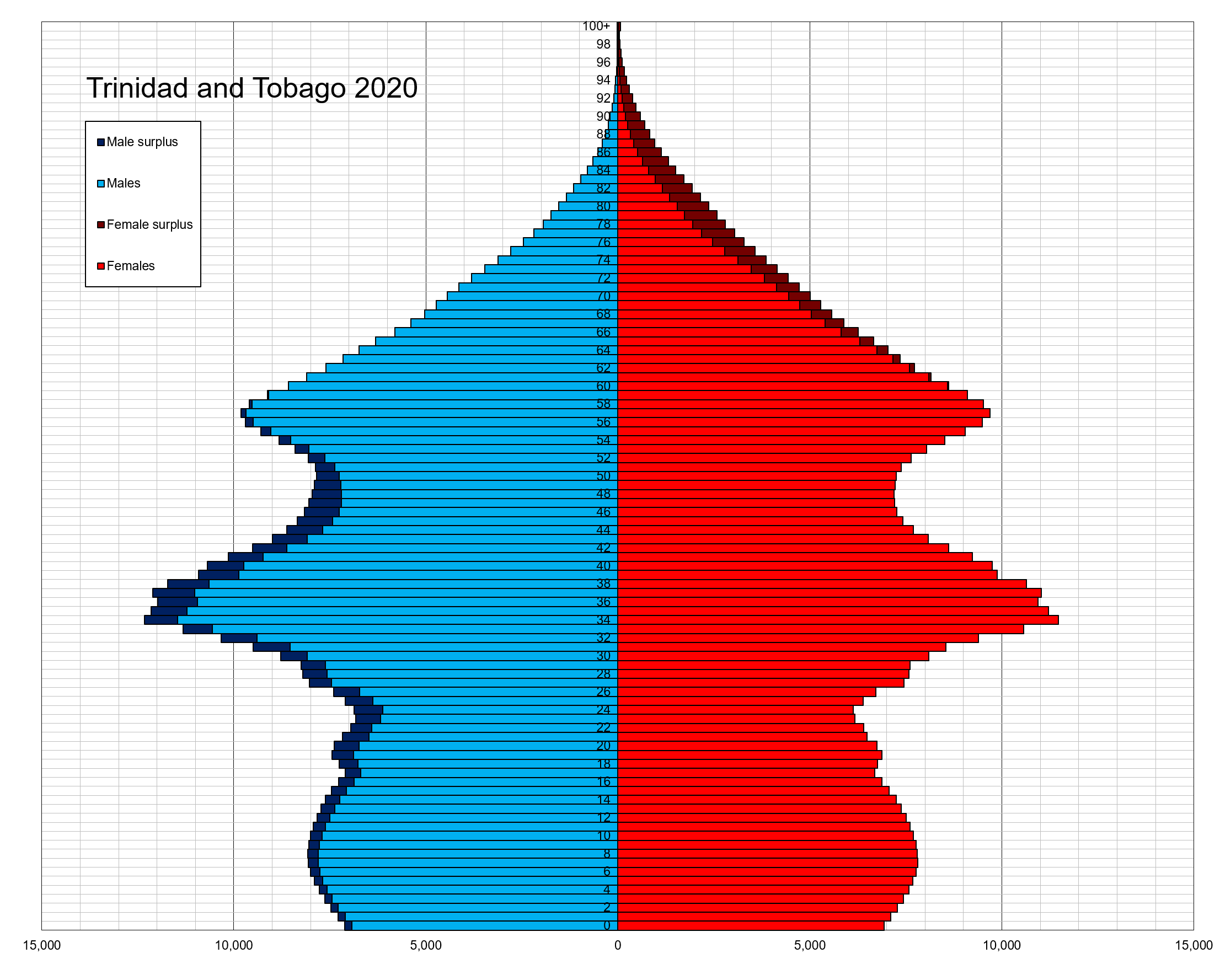
Возрастно-половая пирамида населения Тринидада и Тобаго на 2020 год

Население Тринидада и Тобаго весьма разнообразно по своему составу, что отражает историю развития страны. По данным переписи населения на 9 января 2011 года в стране проживало 1 328 019 человек. Население в 2019 году примерно составляло 1 млн. 361 тыс. человек.

## Демографическая история

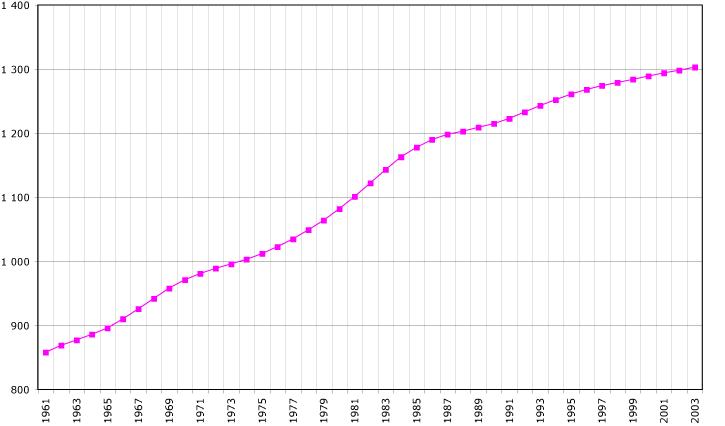
Рост численности населения Тринидада и Тобаго во второй половине XX века

Первоначально острова были заселены индейцами. После начала колонизации индейцы были постепенно истреблены и ассимилированы европейскими поселенцами.
В течение трёх веков испанского владычества над Тринидадом остров заселялся очень медленно. В 1783 году население Тринидада составляло лишь около 2,8 тысяч человек, из них всего 126 европейцев. Именно в этот год Испания объявила выгодные условия для приобретения земли на острове для католиков. Это привело к тому, что за последующие 14 лет в колонию с других островов Вест-Индии переселилось большое количество французских плантаторов с рабами. Когда в 1797 году колония попала под власть британцев, население составляло уже около 20 000 человек (из них 2 000 европейцев). С 1830-х годов после отмены рабства на британских Карибских островах на Тринидад попадает большое количество рабочих из Индии.

## Распределение населения по территории страны
Подавляющее большинство населения сосредоточено на острове Тринидад (около 96 %). Наиболее плотно заселена западная часть острова, в особенности — прибрежная полоса между городами Порт-оф-Спейн и Сан-Фернандо. На острове Тобаго бо́льшая часть жителей сконцентрирована в Скарборо — административном центре острова. В последнее время в связи с развитием промышленности активно идёт процесс урбанизации.

### Распределение по административным единицам[2]
| Административная единица | Статус     | Население, чел. 2011 год | Население, чел. 2000 год |
| ------------------------ | ---------- | ------------------------ | ------------------------ |
| Арима                    | боро       | 33 606                   | 28 310                   |
| Диего-Мартин             | регион     | 102 957                  | 86 805                   |
| Кува-Табаквит-Талпаро    | регион     | 178 410                  | 152 483                  |
| Майаро — Рио-Кларо       | регион     | 35 650                   | 30 298                   |
| Пенал-Дебе               | регион     | 89 392                   | 77 756                   |
| Пойнт-Фортин             | боро       | 20 235                   | 17 755                   |
| Порт-оф-Спейн            | город      | 37 074                   | 37 965                   |
| Принсес-Таун             | регион     | 102 375                  | 85 682                   |
| Сангре-Гранде            | регион     | 75 766                   | 136 759                  |
| Сан-Фернандо             | город      | 48 838                   | 48 784                   |
| Сан-Хуан — Лавентиль     | регион     | 157 258                  | 58 311                   |
| Сипария                  | регион     | 86 949                   | 77 010                   |
| Тобаго                   | уорд       | 60 874                   | 44 190                   |
| Тунапуна-Пиарко          | регион     | 215 119                  | 170 767                  |
| Чагуанас                 | боро       | 83 516                   | 61 897                   |
| Тринидад и Тобаго        | республика | 1 328 019                | 1 114 772                |

## Этнический состав

### Индотринидадцы

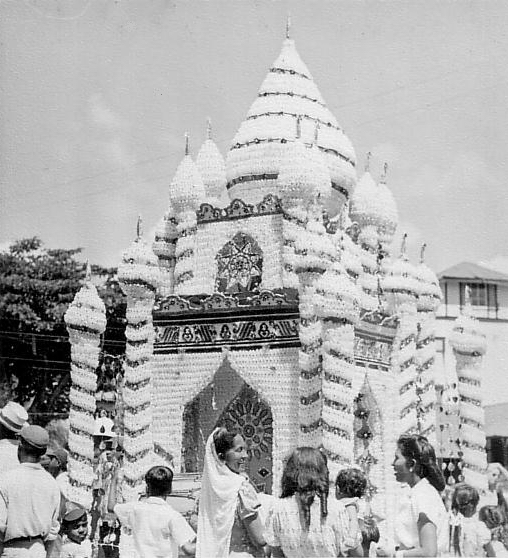
Индийский карнавал Хосай в Порт-оф-Спейне, 1950-е

Самая многочисленная этническая группа государства, составляющая около 40 % от общего числа жителей Тринидада и Тобаго. Индотринидадцы ведут своё происхождение от рабочих, привезённых из Индии после отмены рабства на островах Карибского моря. Часть индотринидадцев исповедует индуизм и ислам и сохранила культурные традиции, часть приняла христианство.

### Афротринидадцы
Вторая по численности этническая группа, почти равная первой — около 37,5 % населения страны. По большей части её представители — потомки рабов, ввезённых на острова с западного побережья Африки в последние годы испанского правления и первые годы британской власти. Афротринидадцы составляют большинство населения на Тобаго, Тринидад же этнически более разнообразен. Бо́льшая часть афротринидадцев — христиане.

### Другие этнические группы
Из других этнических групп выделяются тринидадцы китайского происхождения численностью около 20 000 человек. Их предки также были завезены на Тринидад и Тобаго, когда на островах стало не хватать рабочих рук после отмены рабства. Сейчас бо́льшая их часть живёт в Порт-оф-Спейне и Сан-Фернандо.
Белое население происходит в основном от первых поселенцев и от иммигрантов. Около половины его составляют тринидадцы британского происхождения числом около 11 000 человек. Другие значительные группы — тринидадцы с испанскими, французскими, немецкими и португальскими корнями. Имеющие испанские корни жители островов, ведущие своё происхождение от первых испанских переселенцев и крестьян, переселившихся из Венесуэлы, составляют национальное меньшинство, называющееся «кокоа-паньол».
Большое количество тринидадцев имеет смешанное происхождение.

## Религиозный состав
Согласно переписи населения 2000 года 26 % населения относит себя к католикам, 24,6 % — протестанты (включая 7,8 % — англиканцы, 6,8 % — пятидесятники, 4 % — адвентисты Седьмого дня, 3,3 % — пресвитериане, 1,8 % — баптисты, 0,9 % — методисты), 22,5 % — индуисты, 5,8 % — мусульмане. Малочисленны последователи других протестантских церквей, буддисты, иудаисты, бахаи.
Статистика двух последних переписей населения показывает снижение числа последователей традиционных конфессий, католицизма и индуизма, и рост протестантских общин.

## Эмиграция
Уровень эмиграции на Тринидаде и Тобаго, как и в других странах Карибского региона, высок. Традиционные направления движения эмиграции из страны — США, Канада и Великобритания. Вкупе с невысоким уровнем рождаемости, характерном для индустриальных стран, в настоящий момент наблюдается снижение численности населения страны на 0,87 % в год. В 2006 году на Тринидаде и Тобаго был зафиксирован самый низкий уровень роста численности населения в мире.